# Renealmia ferruginea
Renealmia ferruginea är en enhjärtbladig växtart som beskrevs av Paulus Johannes Maria Maas. Renealmia ferruginea ingår i släktet Renealmia och familjen Zingiberaceae.
Artens utbredningsområde är Colombia. Inga underarter finns listade i Catalogue of Life.